# Hans Booms

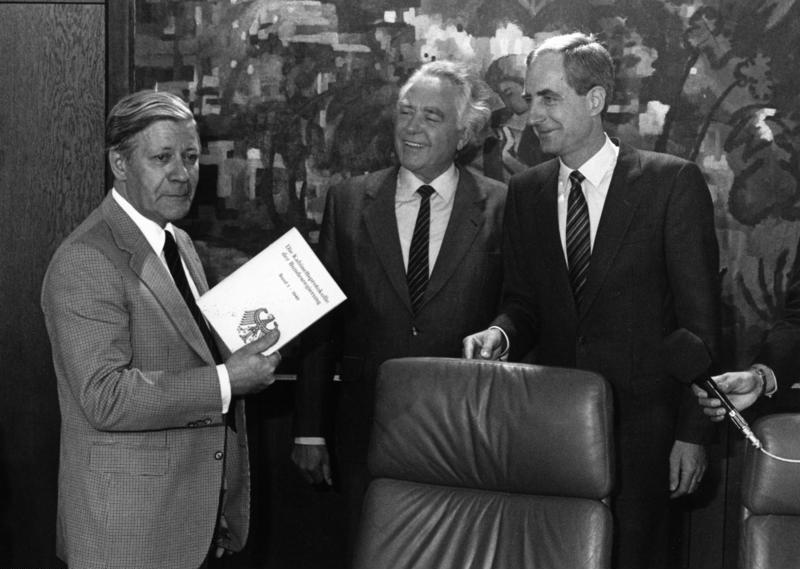
Hans Booms (Mitte), 1982 mit Helmut Schmidt und Jürgen Schmude

Johannes (Hans) Heinrich Booms (* 22. Juni 1924 in Haldern; † 16. April 2007 in Lahnstein) war ein deutscher Archivar. Von 1972 bis zu seiner Pensionierung 1989 war er Präsident des Bundesarchivs.

## Leben
Booms, Sohn eines Reichsbahnbeamten, diente während des Zweiten Weltkriegs in der Marine. Nach Kriegsende holte er sein Abitur nach und begann Geschichte zu studieren. 1951 promovierte er an der Universität zu Köln zum Dr. phil. mit einer von Theodor Schieder betreuten Arbeit über Die deutschkonservative Partei. Preußischer Charakter, Reichsauffassung, Nationalbegriff und arbeitete zunächst an der Dokumentation der Vertreibung der Deutschen aus Ost-Mitteleuropa mit. Ab 1955 war er Archivreferendar beim neu gegründeten Bundesarchiv in Koblenz und an der Archivschule Marburg. Nachdem er die Ausbildung für den höheren Archivdienst absolviert hatte, wurde er im Herbst 1957 vom Bundesarchiv als Archivassessor übernommen. Seit 1970 war er auch Honorarprofessor der Universität Köln.
Booms wurde 1980 zum Vizepräsidenten des Internationalen Archivrats gewählt und richtete 1984 den Internationalen Archivkongress in Bonn aus. Von 1984 bis 1988 diente er als Präsident des Internationalen Archivrats.

## Ehrungen
- 1980: Verdienstkreuz 1. Klasse der Bundesrepublik Deutschland
- 1989: Großes Verdienstkreuz der Bundesrepublik Deutschland

## Schriften (Auswahl)
- Georg Winters Weg zum Gründungsdirektor des Bundesarchivs. Hoffnungen und Enttäuschungen des früheren preußischen Staatsarchivdirektors. In: Klaus Oldenhage (Hrsg.): Archiv und Geschichte. Festschrift für Friedrich P. Kahlenberg (= Schriften des Bundesarchivs, Bd. 57). Droste, Düsseldorf 2000, S. 240–263, ISBN 3-7700-1611-4.
- Überlieferungsbilder. Archivierung als eine soziale und politische Tätigkeit. In: Friedrich Beck (Hrsg.): Archivistica docet. Beiträge zur Archivwissenschaft und ihres interdisziplinären Umfelds (= Potsdamer Studien, Bd. 9). Verlag für Berlin-Brandenburg, Potsdam 1999, S. 77–89, ISBN 3-930850-86-9.
- Hrsg. mit Marian Wojciechowski: Deutsche und Polen in der Revolution 1848–1849. Dokumente aus deutschen und polnischen Archiven. Bearb. von Heinz Boberach, Boldt, Boppard am Rhein 1991.
- Die deutsche Volkspartei. In: Erich Matthias (Hrag.): Das Ende der Parteien 1933. Darstellungen und Dokumente. Athenäum, Königsstein/Ts. 1979, S. 523–539, ISBN 3-7610-7220-1.
- Das Bundesarchiv. Ein Zentralarchiv 25 Jahre nach der Gründung. In: Heinz Boberach (Hrsg.): Aus der Arbeit des Bundesarchivs (= Schriften des Bundesarchivs, Bd. 25). Boldt, Boppard 1978, S. 11–49, ISBN 3-7646-1690-3.
- Amtsdruckschriften – Sorgenkind der Bibliotheken und Archive. In: Günther Pflug (Hrsg.): Bibliothek – Buch – Geschichte. Kurt Köster zum 65. Geburtstag (= Sonderveröffentlichungen der Deutschen Bibliothek, Bd. 5). Klostermann, Frankfurt/M. 1977, S. 93–108, ISBN 3-465-01283-6.
- Gesellschaftsordnung und Überlieferung. Zur Problematik archivarischer Quellenbewertung. In: Archivalische Zeitschrift, Bd. 68 (1972), S. 3–40.
- (mit Heinz Boberach): Das Bundesarchiv und seine Bestände. Übersicht. 2. Aufl. Boldt, Boppard 1968, ISBN 3-7646-1541-9.
- Die deutschkonservative Partei. Preußischer Charakter, Reichsauffassung, Nationalbegriff. Droste, Düsseldorf 1954.